# Helianthus petiolaris
Helianthus petiolaris — вид квіткових рослин з родини айстрових.

## Біоморфологічна характеристика
Це однорічна рослина 40–200 см. Стебла прямовисні, як правило густо щетинисті, рідше рідко щетинисті чи майже голі. Листки переважно стеблові й переважно чергуються; ніжка 2–4 см; пластини часто блакитнувато-зелені, від ланцетних до дельтато-яйцюватих чи яйцюватих, 4–15 × 1–8 см, краї цільні чи ± пилчасті, абаксиальні грані шершаві. Голови 1–5. Обгортки півкулясті, 10–24 мм у діаметрі. Обгорткові приквітки 14–25, 10–14 × 1–4(5) мм, краї іноді війчасті, верхівки коротко ослаблені. Променевих квіточок 10–30; пластинки 15–20 мм. Дискових квіточок 50–100+; віночки 4.5–6 мм, часточки зазвичай червонуваті, рідше жовті. Ципсели [вид сім'янок] 3–4.5 мм, ± ворсинчасті. 2n = 34. Період цвітіння: літо — осінь.

## Середовище проживання
Зростає в Канаді, США, північній Мексиці; населяє сухі, відкриті ділянки на висотах 10–2500 метрів; натуралізований чи адвентивний в Аргентині та Європі, у т. ч. адвентивний в Україні.

## Використання

#### як їжа
Насіння вживається сирим чи приготовленим. Насіння можна розтерти в порошок і розім'яти в насіннєву олію.

#### як ліки
Подрібнені в порошок листки, як самостійно, так і в мазі, використовувалися як пов'язка для ран і набряків.